# 夏松瀾
夏松瀾（20世纪？—2010年9月17日），美國科學家，生前曾任美國佛州邁阿密大學皮膚病學教授。

## 生涯
夏松瀾出生於中國大陸。1944年從輔仁大學化學系畢業兩年後，考取教育部留學獎學金，在美國聖路易大學獲得博士學位。
夏松瀾為皮膚病製藥產業奠定了重要基礎。他是高密度脂蛋白膽固醇研究的專家，並且發現了輔酶Q10（CoQ10）在抑制癌症中的重要作用。在四十多年的學術生涯中，夏教授發表了近100篇論文，12本書和許多專利，並指導了數十個博士生。基於這些工作，他獲得了美國國立衛生研究院和華萊士研究基金會（Wallace Research Foundation）的資助。
他是邁阿密地區的活躍天主教徒，熱中參與華人天主教會。

## 外部鏈結
- SUNG HSIA - Obituary （页面存档备份，存于）
- CN110522717 TOPICAL CO-ENZYME Q10 FORMULATIONS AND METHODS OF USE （页面存档备份，存于）